# キング・ファハド・コーズウェイ

キング・ファハド・コーズウェイを含むバーレーンの位置図

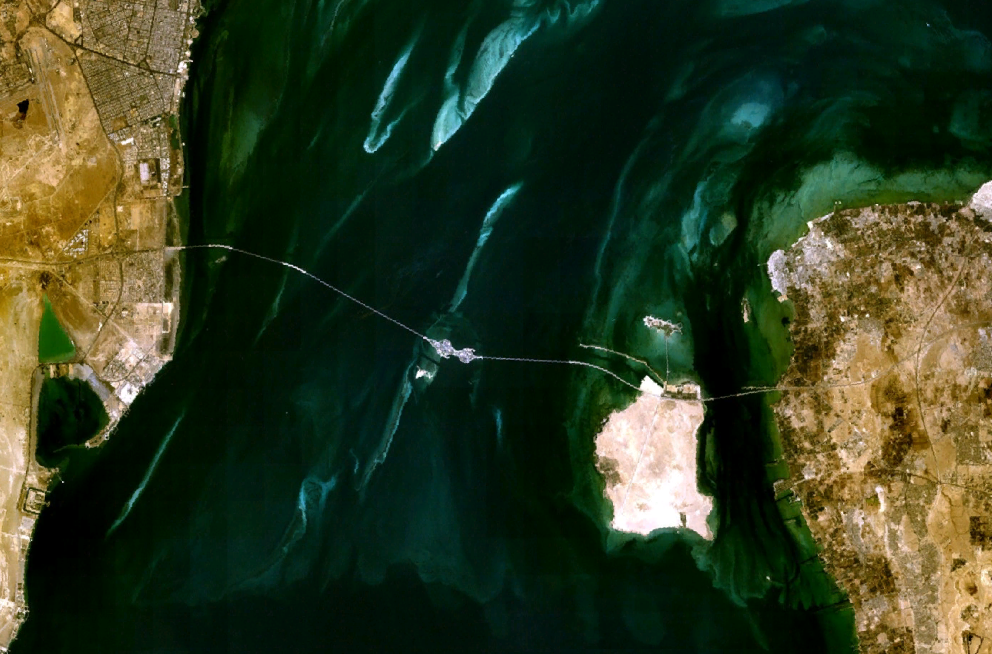
衛星から見た写真

キング・ファハド・コーズウェイ（King Fahd Causeway）は、バーレーンとサウジアラビアのアル・コバールを結ぶ海上橋。全線4車線、全長25km。1968年に両国で建設が合意され、1980年に着工、1986年に完成した。12億ドルの建設費用は全額サウジアラビアが出資し、橋の名前には当時のサウジ国王ファハド・ビン＝アブドゥルアズィーズの名がつけられた。

## 全容
全長25kmのうち、海上道路が10km、橋梁部分が15kmとなっている。途中、150mにわたって橋梁を高くし、船舶が航行できるようになっている。橋の中央には人工島が造られ、両国の出入国管理事務所があり、そこで折り返すことも可能。両国とも出入国管理所の手前に展望台タワーを持っており、橋を眺めながら休息し食事をすることもできる。

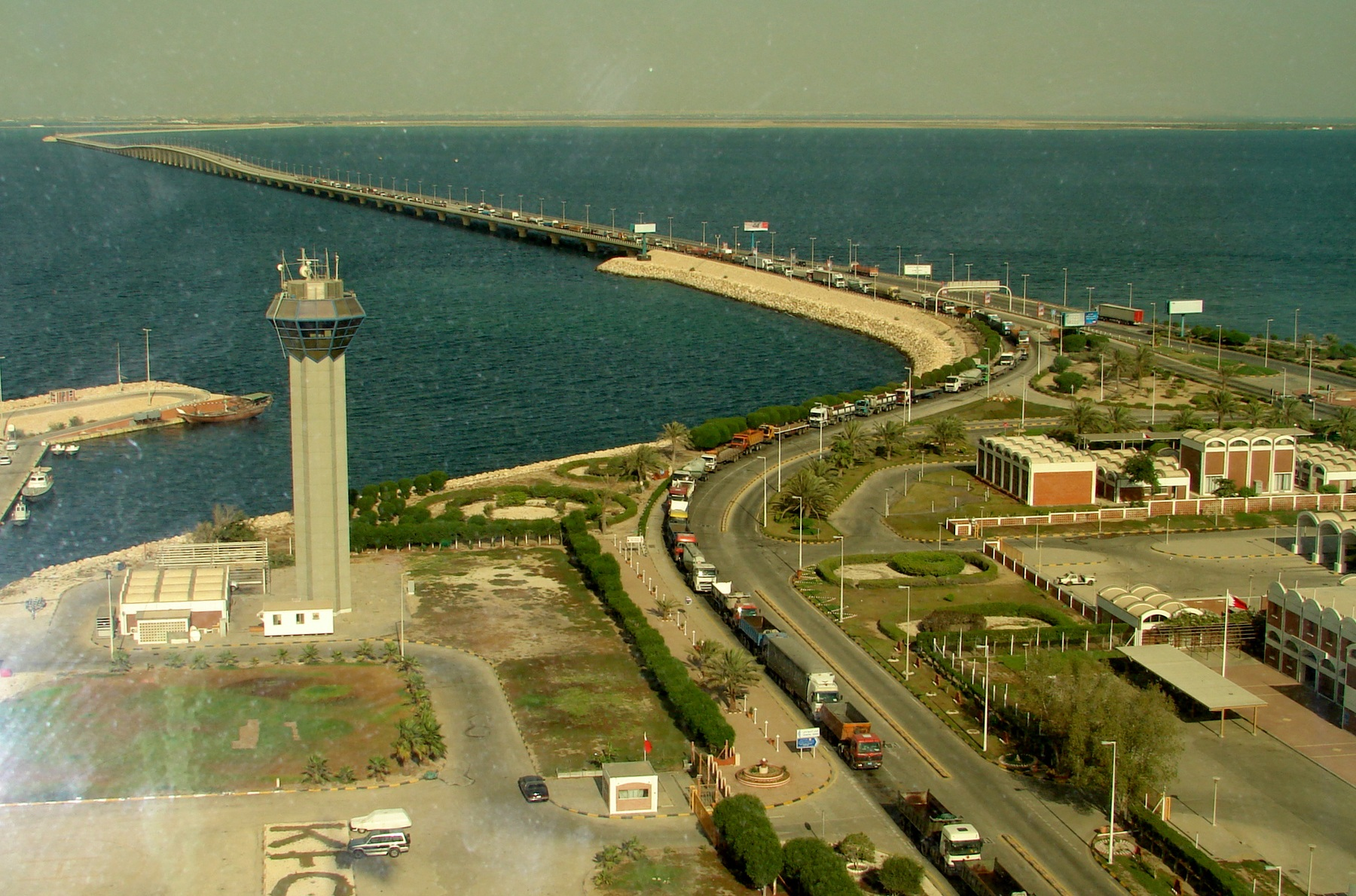
コーズウェイのサウジアラビア側

## 効果
両国の物流・交通の大動脈となっている。孤立した島国だったバーレーンはこれによりサウジまで1時間、クウェートまで4時間で行けるようになり、物流が大幅に改善。また主にサウジからの観光客が激増した。
戒律の厳しいサウジ側からは自由なバーレーンでの休日は格好の息抜きとなっており、湾岸諸国国民はビザ無しで行き来できることもあり、休日には渋滞ができるほどである。
需要・効果ともに高かったため、第2コーズウェイの建設も計画されている。